# Thomas Gumbleton

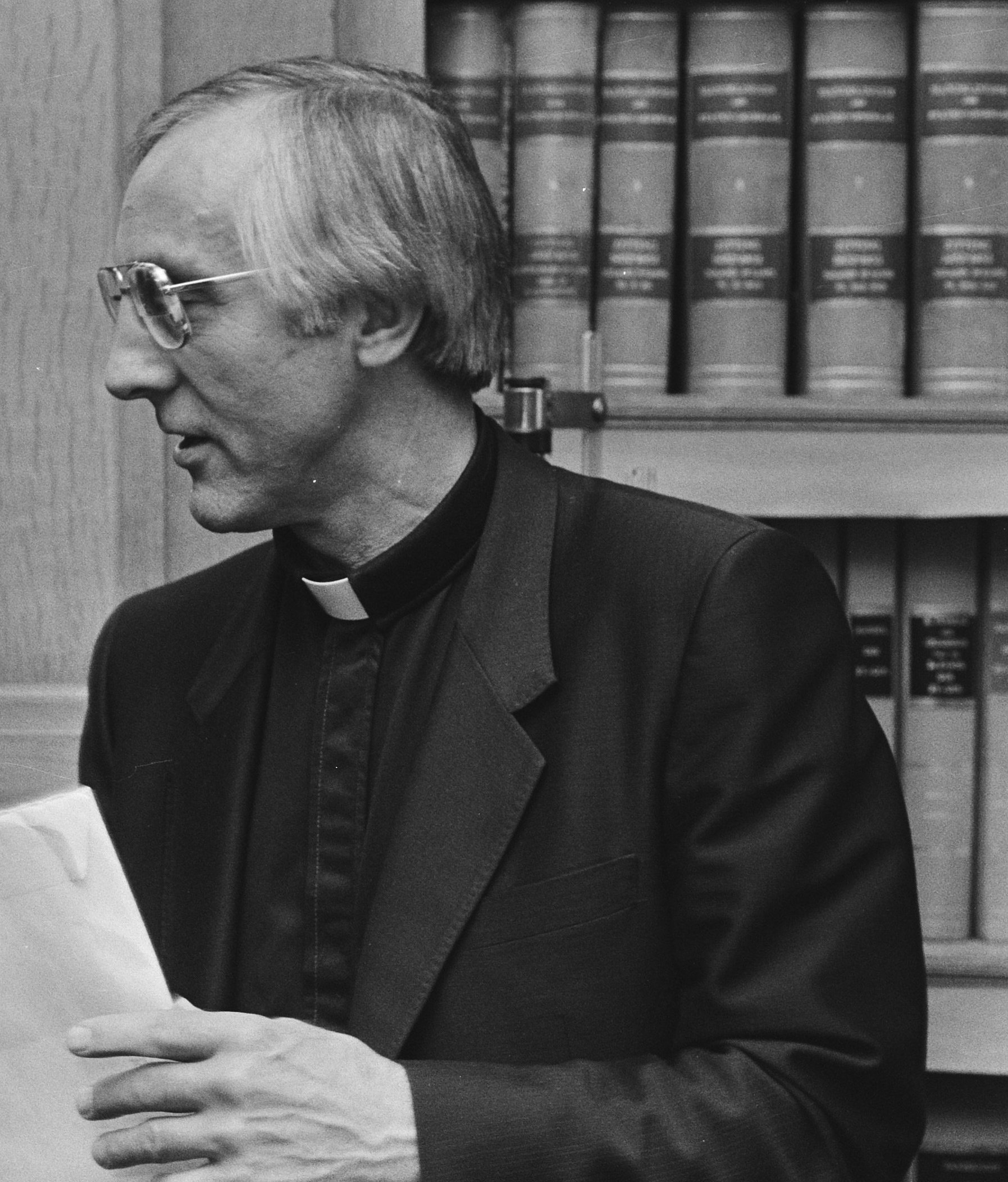
Gumbleton 1983

Thomas John Gumbleton (* 26. Januar 1930 in Detroit, Michigan; † 4. April 2024 ebenda) war ein römisch-katholischer Weihbischof des Erzbistums Detroit, der als einer der umstrittensten amerikanischen Kirchenführer angesehen wird.

## Leben
Gumbleton wurde 1930 in Detroit geboren. Er besuchte die Sacred Heart Seminary High School und später das Sacred Heart Seminary. Gumbleton studierte danach am St. John’s Provincial Seminary in Plymouth und an der Päpstlichen Lateranuniversität in Rom. Gumbleton erreichte 1952 einen B.A. und 1956 einen Mastergrad in Theologie (M-Div.). 1964 wurde er im Fach Kirchenrecht promoviert. Am 2. Juni 1956 wurde Gumbleton vom Erzbischof von Detroit, Edward Aloysius Kardinal Mooney zum Priester geweiht.
Papst Paul VI. ernannte ihn am 8. März 1968 zum Weihbischof in Detroit und Titularbischof von Ululi. Die Bischofsweihe spendete ihm der Detroiter Erzbischof John Francis Dearden am 1. Mai desselben Jahres. Mitkonsekratoren waren der Bischof von Lansing, Alexander Mieceslaus Zaleski, und der Detroiter Weihbischof Joseph Matthew Breitenbeck.
1972 wurde er Gründungspräsident der Organisation Pax Christi.
1999 wurde Gumbleton vor dem Weißen Haus mit elf anderen Antikriegsdemonstranten verhaftet. Gumbleton gehörte zu den Gegnern des Irakkrieges in den Vereinigten Staaten. Gemeinsam mit dem methodistischen Bischof Joseph Sprague, dem Rabbiner Arthur Waskow, den Friedensnobelpreisträgerinnen Mairead Corrigan und Jody Williams und vielen anderen Mitgliedern von Friedensorganisationen wurde er 2003 erneut verhaftet, als er vor dem Weißen Haus demonstrierte.
Des Weiteren unterstützte Gumbleton die Organisation New Ways Ministry und forderte katholische Priester auf, ihr Coming-out nach außen zu zeigen und ehrlich zu sich und anderen Menschen zu sein. Sein Bruder Dan ist schwul, und Gumbleton trat für eine Änderung der katholischen Sexualethik im Bereich der ethischen Bewertung von homosexuellen Paaren in der katholischen Lehrhaltung ein.
Am 2. Februar 2006 wurde er als Weihbischof mit 76 Jahren emeritiert.

## Auszeichnungen und Preise (Auswahl)
- Isaac Hecker Peacemaker (1975)
- Metro Detroit Council of Churches (1976)
- Pacem in Terris Award (1979)
- Public Citizen of the Year Natl. Assoc. of Social Workers (1980)
- Institute for Peace and Justice (1981)
- Justice and Peace Medal – St. Bonaventure University (1981)
- Jewish National Fund – Trees for Israel (1981)
- American Personnel & Guidance Assoc. (1981)
- Life Achievement Award – Interfaith Peace Ministry (1987)
- Groundwork Discipleship Award (1989)
- The Institute for International Peace – University of Notre Dame (1990)
- Palestine Aid Society (1990)
- University of Notre Dame Peacemaker (1991)
- Pope Paul VI Teacher of Peace – Pax Christi USA (1991)
- Pax Christi MI Purple Ribbon Award (1992)
- Pax Christi Ambassador of Peace (1992)
- Joseph C. Wilson Award – Xerox Corp. (1992)
- Pax Christi N.Y. Peacemaker Award (1992)
- Certificate of Appreciation – Dignity Detroit (1992)
- Honorary Chaplaincy Aids Award (1994)
- Outstanding Service & Witness Award Dignity/USA (1995)
- Bridge Building Award – New Ways Ministry (1995)
- Lifelong Honorary membership – In Pax Christi International (1995)
- Call to Action Leadership Award (1995)
- San Damiano – Madonna U. Press Symposium (1996)
- National Peace Foundation – Award of Peacemaker/Peacebuilder (1997)
- The Francis House Award (1997)
- Spirit of Detroit Award (1998)
- Alliance for Nuclear Accountability (1998)
- Bishop Dozier Peace & Justice Award – Christian Brothers University (1998)
- Humanitarian Award, MI Coalition for Human Rights (1998)
- 1998 PHD Award, Harambee, Core City Neighborhoods (1998)
- 1999 Peacemaking Award – Nebraskans for Peace (1999)
- 1999 Washington Theological Union – Distinguished Service Award (1999)
- Prophets of Peace Award – Benedictine Sisters of Erie (2000)
- Faithful Revolutionary Award – St. James Justice Action Ministry (2000)
- Civic & Humanitarian Award – Arab-American & Chaldean Council (2000)
- Lou Kousin Award – New Jersey Peace Action (2001)
- Humanitarian Service Award – LIFE for Relief & Development (2001)
- Lifetime Achievement Peacebuilder Award – Peace Action of Michigan (2002)
- Lifetime Achievement in Peacemaking – University of Missouri (2002)
- DignityUSA (2003)
- Sadako Peace Citation – Disarmament and Economic Conversion Committee of Sisters & Co-members of the Loretto Community (2003)
- Reconciler Award – National Franciscan Federation (2003)
- Theresa Maxis Award for Social Justice – Marygrove College, National Franciscan Federation (2003)
- Philip A. Hart Award – Michigan Women’s Hall of Fame (2003)
- Community Peace Maker Award – Wayne State University (2003)
- 2005 Global Peace Award (2005)
- Mercyhurst College’s Archbishop Oscar Romero Award (2007)